# Михалези, Алоизия
Алоизия Михалези Кребс (нем. Aloyse Michalesi Krebs; 29 августа 1824, Прага — 4 августа 1904, Штрелен близ Дрездена) — немецкая оперная певица (меццо-сопрано). Жена композитора и дирижёра Карла Августа Кребса, мать пианистки Мари Кребс-Бреннинг.
Родилась в семье оперного певца Венцеля Михалези (собственно Вацлав Михаличка, чеш. Václav Michalička; 1794—1836) и его жены Йозефины, также певицы. Училась у своей матери, солистки оперного театра в Майнце. Дебютировала в 1843 г. в партии Эльвиры («Дон Жуан» Моцарта) в опере Брюнна. В 1846 г., после смерти матери, поступила в Гамбургскую оперу, которой руководил Карл Кребс, а в 1850 г. последовала за ним в Дрезденскую оперу и через полгода вышла за него замуж. В Дрездене пела, в частности, партию Фидес в первой германской постановке «Пророка» Мейербера (30 января 1850), получив высокую оценку самого композитора («Михалези держалась молодцом и вытянула весь спектакль»). 
Среди других важнейших партий Михалези — Клитемнестра («Ифигения в Авлиде» К. В. Глюка), Идамант («Идоменей» Моцарта), Эглантина («Эврианта» К. М. Вебера); в 1868 г. она исполнила партию Хельги в премьере оперы Франца фон Гольштейна Der Haideschacht. В 1870 г. и отправилась сопровождать свою дочь в двухлетнее турне по США. В дальнейшем изредка выступала в концертах и пела в церкви. Ученицей Михалези была знаменитая Эрнестина Шуман-Хайнк. Её младшая сестра, сопрано Йозефина Михалези (нем. Josefine Michalesi; 1826—1892), была примадонной Линцской оперы.